# Putin chujło

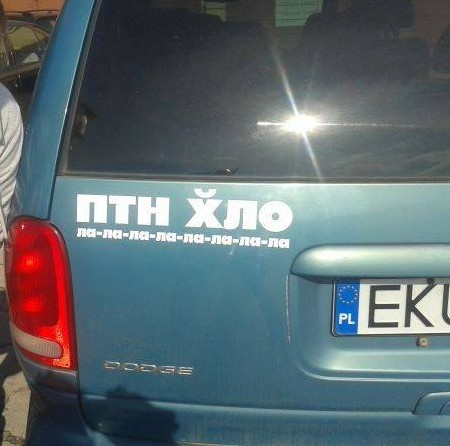
Naklejka z hasłem ПТН Х̆ЛО na polskim samochodzie

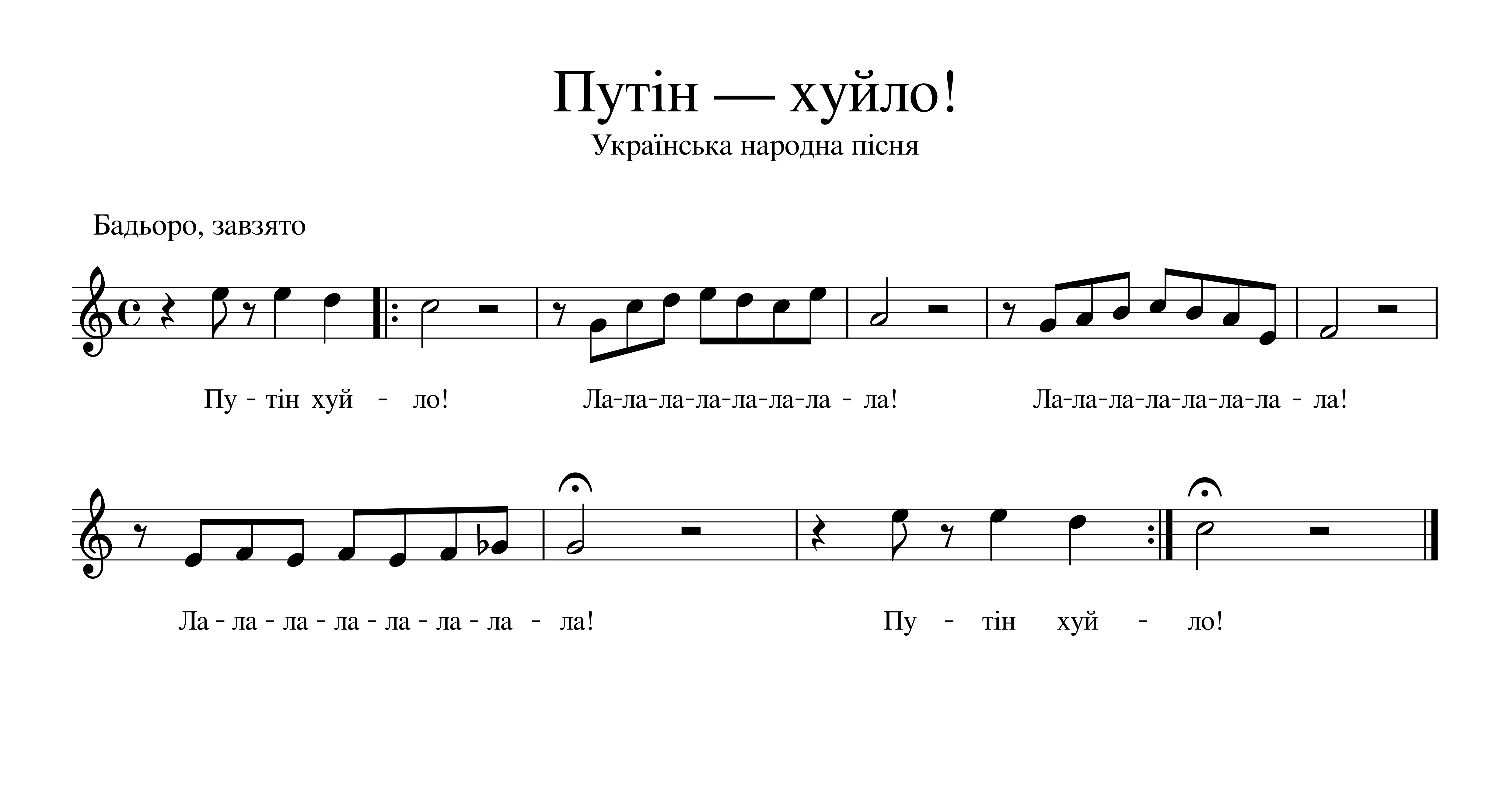
Nuty do utworu

Putin chujło (ukr. Пу́тін – хуйло́, ros. Пу́тин – хуйло́; transliterowane także jako huilo, hujlo, khuilo, khujlo, chuilo, chujlo) – hasło wyszydzające prezydenta Rosji Władimira Putina. Było formą reakcji na pierwszą rosyjską agresję na Ukrainę w 2014 r. Występuje także w wersji zeufemizowanej: Chutin pujło (Хутін – пуйло).
Slogan zyskał dużą popularność wśród osób negatywnie oceniających politykę Putina. Hasło wywodzi się z przyśpiewki kibiców Metalista Charków „Surkis chujło” z 2010 r., kiedy Ołeksandr Jarosławski (właściciel Metalista) był skonfliktowany z ówczesnym prezydentem Federacji Piłki Nożnej Ukrainy Hryhorijem Surkisem. Pierwsze znane wykonanie miało miejsce w marcu 2014 podczas przejścia kibiców Metalista przez miasto. Nagranie przyśpiewki znalazło się na YouTubie. Szybko zyskało popularność wśród kibiców innych ukraińskich klubów i zaczęło się rozprzestrzeniać wśród wszystkich Ukraińców, stając się „ogólnonarodowym kulturalnym memem”.
Hasło zostało podchwycone także przez czołowych ukraińskich polityków, np. ministra spraw wewnętrznych Arsena Awakowa czy spraw zagranicznych Andrija Deszczycę. Deszczyca krótko po publicznym wykonaniu przyśpiewki został odwołany ze stanowiska 19 czerwca 2014. Miał być to jednak zbieg okoliczności w związku z planowanymi wcześniej zmianami w rządzie Ukrainy. Deszczyca został przez parlament ukraiński nagrodzony oklaskami, podczas których część deputowanych także śpiewała hasło. Następnie, 7 listopada 2014, objął stanowisko ambasadora w Polsce.
Hasło bywa skracane do ПТН Х̆ЛО (trl. PTN H̯ŁO).